# Турецко-украинские отношения
Турецко-украинские отношения — международные отношения между Турцией и Украиной.

## Дипломатические отношения в 1918—1922 годах

### В несоветский период

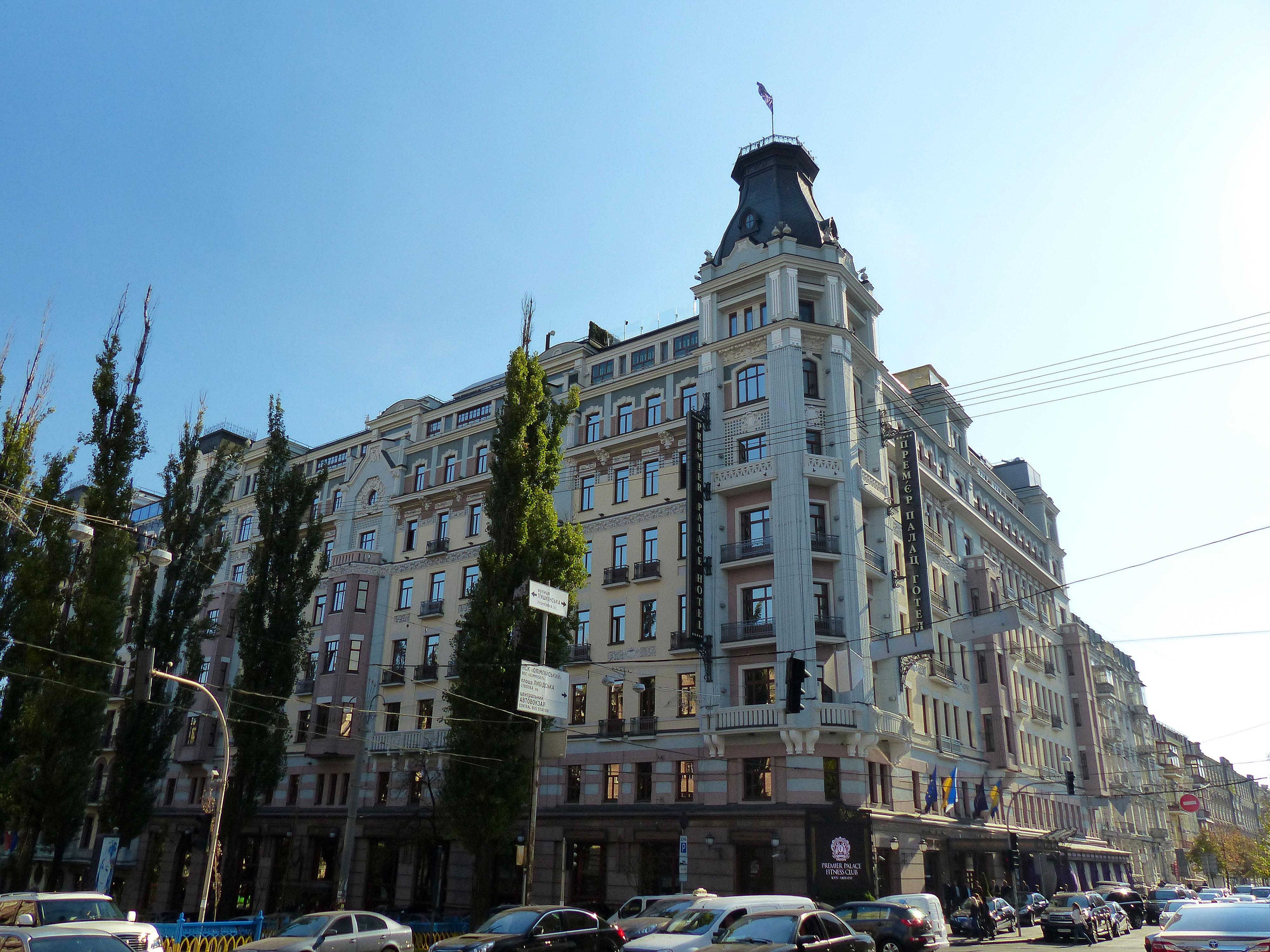
Отель «Премьер Палас», на втором этаже которого в 1918—1919 годах размещалась дипломатическая миссия Османской империи на Украине. Украина, Киев, бульв. Тараса Шевченко, 7/29

Дипломатические отношения между Османской империей и Украинской Народной Республикой были установлены после подписания Брестского мира от 9 февраля 1918 года по итогам которого Порта признала УНР независимым государством.
В тот период на дипломатическом уровне между Украиной и Османской империей поднимались такие вопросы, как: решение проблем безопасности на Чёрном море, признание Вселенским патриархом автокефалии Украинской православной церкви, развитие взаимовыгодных политических и экономических отношений, репатриация интернированных и военнопленных, материальные компенсации и взаимные льготы.
Чрезвычайные и полномочные послы Украины в Османской империи:
- Николай Левитский. Назначен в 1918 году[2];
- М. Вовк-Вовченко. И.о., назначен в мае 1918 года[5];
- Пётр Чикаленко. И.о., назначен в июне 1918 года[5];
- Александр Кистяковский. Назначен в июне 1918 года (не приступил к исполнению обязанностей)[6];
- Михаил Суковкин. Назначен 21 октября 1918 году[6][5];
- Александр Лотоцкий. Назначен 26 января 1919 года[5][7];

Чрезвычайные послы и Полномочные министры Украины в Османской империи:
- князь Ян Токаржевский-Карашевич. Назначен 11 мая 1920 года[8].

Чрезвычайные послы и Полномочные министры Османской империи на Украине:
- Ахмед Мухтар-бей[4]. Назначен в 1918 году[3]. Вручил верительные грамоты гетману Украины Павлу Скоропадскому 24 сентября 1918 года[5].

Генеральные консулы Османской империи в Киеве:
- Ахмед Ферит Тек. Назначен 15 июля 1918 года[5].

Консулы Османской империи в Харькове:
- Рухи-бей Абдулгади. Назначен 12 августа 1918 года[5].

Консулы Османской империи в Одессе:
- Ебуризз Намик-бей. Назначен 3 сентября 1918 года[5].

Межправительственные договоры:
- Брестский мирный договор от 9 февраля 1918 года[9];
- Дополнительное соглашение от 12 февраля 1918 года[4].

Официальные ноты со стороны Украины:
- Протест в отношении намерений Центральных держав присоединить Холмщину, Подляшье и оккупированную ими часть Волыни к Королевству Польскому от 17 ноября 1917 года[10].

### В советский период
Турция и Украина — ближайшие друг к другу страны. Такой же близкой является и дружба между народами этих двух странМустафа Кемаль Ататюрк

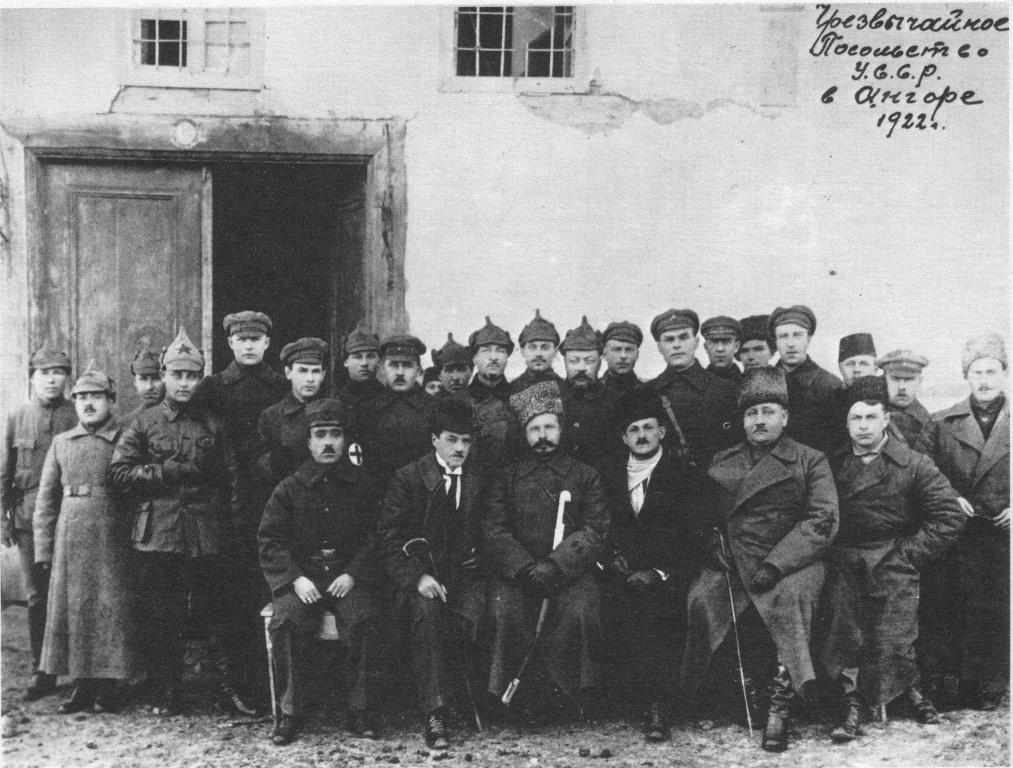
Чрезвычайное посольство УССР в Турции. Анкара, 6 января 1922 года

Дипломатические отношения между Украинской Социалистической Советской Республикой и правительством Великого национального собрания Турции установлены после подписания Договора о дружбе и братстве от 2 января 1922 года по итогам которого они признали друг друга.
Предпосылкой к этому стало усиление блокады кемалистской Турции в 1920 году, в ответ на которое правительство Мустафы Кемаля Ататюрка начало искать как моральную, так и материальную и военную поддержку на севере. На этом направлении внешней политики Турция добилась значительных успехов — в марте 1921 года был подписан Московский договор с РСФСР, в октябре — Карсский договор с ССР Армении, Азербайджана и Грузии, а в декабре того же года в Анкару прибыла Чрезвычайна миссия УССР во главе с Михаилом Фрунзе. С 25 по 29 декабря прошла украинско-турецкая конференция в ходе которой от УССР турецкому правительству была предана значительная денежная сумма, а уже 2 января 1922 года был подписан Договор про дружбу и братство между Украинской ССР и Турцией (Анкарский договор). Обмен ратификационными грамотами произошёл в июне 1922 года во время визита министр здравоохранения Турции Рызы Нура в Харьков.
Согласно заключённому договору УССР не признавала законности оккупации государствами Антанты ряда территориторий Турции, включая Стамбул; стороны декларировали, что статус Черноморских проливов должна была определить конференция причерноморских государств при условии уважения суверенитета и безопасности Турции; стороны обязывались не допускать образования или пребывания на своей территории враждебных к любой из них организаций, групп, официальных лиц, а также установить на своих территориях режим наибольшего благоприятствования для граждан каждой из договаривающихся сторон.
После подписания договора интенсифицировались украинско-турецкие торговые отношения. В 1922 году советское торговое представительство открылось в Анкаре, а в Трабзоне, Самсуне, Мерсине и Инеболу — агентства, представляющие интересы УССР, в свою очередь в 1925 году в Харькове начала действовать Украинско-Восточная торговая палата с филиалами в Киеве и Одессе. Турецким судам было предоставлено право захода в украинские черноморские и азовские порты без специальной визы советских представителей в Турции, основными портами для проведения украинско-турецких торговых операций стали Одесса, Николаев и Херсон и даже после образования СССР значительная часть турецкого экспорта в Советский Союз шла именно через украинские порты. Украинские официальные круги предоставили турецким купцам право без каких-либо препятствий приезжать в Украину и осуществлять коммерческие операции на ярмарках, которые устраивались в 20-е годы. Украинский экспорт в Турцию в 1921—1922 годах оценивался в 2118,9 тыс. рублей, в 1922—1923 годах — в 2118,2 тыс. рублей, в период СССР именно Турция занимала первое место во внешней торговле УССР — в 1926—1927 годах турецкое направление внешней торговли составляло 45% от оборота всей внешней торговли УССР и 35% от всего экспорта СССР в Турцию.
После образования СССР, 20 сентября 1923 года УССР делегировал свои полномочия представительства в международных отношениях союзному центру.
Главы чрезвычайной миссии УССР в Турции:
- Михаил Фрунзе. Назначен в 1922 году[2].

Межправительственные договоры:
- Договор про дружбу и братство между Украинской ССР и Турцией (Анкарский договор) от 2 января 1922 года[2]

## Современные отношения
Турция признала независимость Украины 16 декабря 1991 года. 3 февраля 1992 между странами установлены дипломатические отношения.
В 1993 году было подписано Соглашение о дружбе и сотрудничестве между Турецкой Республикой и Украиной.
В конце января 2010 года украинский президент Ющенко и премьер-министр Турции Эрдоган договорились о создании зоны свободной торговли между двумя странами в 2011 году.
25 января 2011 года президенты двух стран снова встретились в Киеве. Обсуждались перспективы двусторонних отношений и возможность Украины сблизиться с Европейским союзом.
13 сентября 2012 года президент Турции нанёс очередной визит в Киев. Переговоры проходили за закрытыми дверями.
После смены власти на Украине, Эрдоган 5 сентября 2014 года встретился с новым президентом Украины — Петром Порошенко и заявил о поддержке территориальной целостности и суверенитета Украины. Также было заявлено о запрете турецким авиакомпаниям совершать перелёты в Крым.
В марте 2015 года президент Турции Реджеп Эрдоган провёл в Киеве встречу с президентом Украины Петром Порошенко, продолжавшуюся 3 часа, на которой, со слов Порошенко, договорились о предоставлении Турцией кредита Киеву, а также о создании нового пассажирского авиалайнера на украинском заводе «Антонов». Турецкий президент выразил свою готовность поддержать Украину в том случае, если та будет требовать миротворческой миссии ООН на Донбассе. Также Эрдоган пообещал Украине кредит в 50 миллионов долларов и гуманитарную помощь на 10 миллионов долларов.

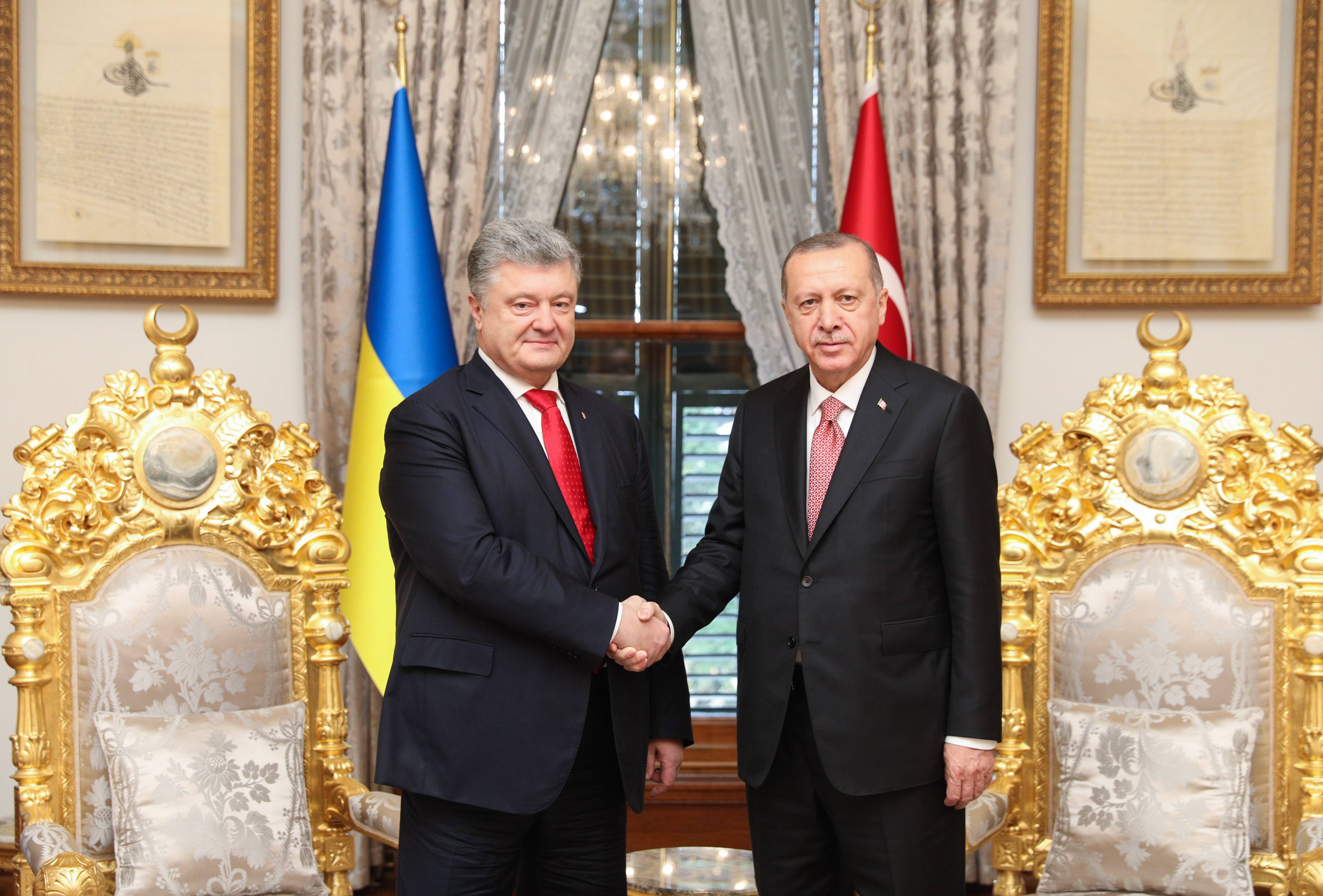
Встреча бывшего президента Украины Петра Порошенко с президентом Турции Реджепом Тайипом Эрдоганом в Стамбуле, 3 ноября 2018 года

26 марта этого же года турецкая делегация посетила с визитом Крым, контролируемый Россией. Подобные действия турецких официальных лиц вкупе с отказом в пропуске танкеров с газом через Босфор создают обеспокоенность у украинской стороны.
С 2017 года между странами действует безвизовый режим.
10 августа 2019 года было объявлено о создании совместного предприятия в сфере высокоточного оружия и ракетно-космических технологий, при участии украинской государственной компании «Укрспецэкспорт» и турецкой «Baykar Defence». Отмечается, что оно учреждено с целью объединить усилия для серийного совместного производства вооружений.
18 августа 2022 года во Львове в присутствии президента Украины Владимира Зеленского и президента Турции Реджепа Тайипа Эрдогана был подписан меморандум о взаимопонимании по восстановлению инфраструктуры, предусматривающий участие Турции в послевоенном восстановлении Украины.

## Сотрудничество в международных организациях
Обе страны являются членами BLACKSEAFOR и ОЧЭС; Украина стремится в НАТО, где Турция — полноправный член.

## Торгово-экономическое сотрудничество
В 2000-е годы Украина стала важным рынком сбыта турецких товаров. Турецкий ежегодный экспорт на Украину за 2001—2011 годы вырос с 289 млн долларов до 1730 млн долларов. За это же время ежегодная стоимость украинского экспорта в Турцию увеличилась с 758 млн долларов до 4812 млн долларов.
В 2021 году взаимный товарооборот составил 7,42 млрд. долл.
Состав экспорта Турции: сталь, системы кондиционирования воздуха, мебель, бумага, лесоматериалы, сельскохозяйственная продукция, продукция сектора судостроения и автомобилестроения.

## Дипломатические представительства

### Украина
Украина имеет посольство в Анкаре и генеральное консульство в Стамбуле. Чрезвычайный и Полномочный Посол Украины в Турции — Андрей Иванович Сибига.
18 июня 2016 года Президент Украины Пётр Порошенко уволил Чрезвычайного и Полномочного посла в Турции Сергея Корсунского.

### Турция
Турция имеет посольство в Киеве и генеральное консульство в Одессе. Уполномоченный посол Турции на Украине — Йонет Джан Тезель.